# Flitox
 (décembre 2013).
Si vous disposez d'ouvrages ou d'articles de référence ou si vous connaissez des sites web de qualité traitant du thème abordé ici, merci de compléter l'article en donnant les références utiles à sa vérifiabilité et en les liant à la section « Notes et références ».
Flitox est un groupe de punk hardcore français, originaire d'Emerainville, en Seine-et-Marne. Formé en 1986, il se séparera trois ans plus tard après avoir sortis un EP et deux albums.

## Biographie
Flitox est formé au début de 1986 à Emerainville, en Seine-et-Marne, autour du bassiste Stéphane Cressend (qui jouera plus tard dans les Wampas et Treponem Pal) et du guitariste Laurent Portes (ancien membre de Ludwig von 88). Ils s'adjoignent Eric Dagorn (ex-Hanky Panky) au chant, et Philippe Hamelin (ex-Sherwood) à la batterie. Le nom du groupe, inspiré de la marque d'insecticide Fly-Tox, est un clin d’œil à l'un des groupes phares de la scène punk hardcore américaine, Black Flag, dont le nom est aussi celui d'un insecticide très populaire aux États-Unis.
Après une dizaine de répétitions seulement, Flitox monte pour la première fois sur la scène de l'Usine de Montreuil le 1er mars 1986, lors d'un concert où se produit aussi Ludwig von 88. Peu après, Flitox sort un premier 45 tours quatre titres sur le label Jungle Hop, dont Stéphane Cressend est l'un des fondateurs. Assez rapidement, des divergences apparaissent au sein du groupe autour de l'orientation musicale, Stéphane et Laurent proposant des compositions de plus en plus marquées par l'influence de la scène hardcore américaine, avec des tempos de plus en plus rapides et des structures de plus en plus complexes, alors que Philippe et Éric restent attachés à leurs racines punk rock. Ces derniers quitteront finalement le groupe en juin 1986 ; après une période de transition, la composition du groupe se fige avec Peewee (ex-Cadavres, ex-Ausweis) à la batterie, et Ian M. au chant. Ian Marquand le chanteur présent sur les deux LP ne souhaitait tout simplement pas partir aux États-Unis pour une tournée et l'enregistrement du deuxième LP à cette époque pour des raisons d'ordre personnel. Il séjourna à New York en janvier 1990 et n'eut aucune difficulté à obtenir un visa.
En septembre 1987, Flitox enregistre aux Southern Studios de Londres son premier album, qui sort en novembre toujours sur Jungle Hop. Suivent une cinquantaine de concerts en France et en Europe, avec quelques-uns des groupes phares de la scène hardcore américaine, comme les Vandals, Nomeansno, SNFU... Flitox se rapproche en particulier du groupe américain Scream (dont le batteur, Dave Grohl, intégrera un peu plus tard Nirvana), qui leur propose une tournée de 20 dates, et l'enregistrement d'un second album aux États-Unis. Le projet tombera à l'eau en raison d'un visa refusé à l'un des membres du groupe.
Le second album, Radio TV Active, sera finalement enregistré à Paris, au Studio WW, et mixé à Londres aux Southern Studios. Il sort en octobre 1988, suivi par une nouvelle tournée en France et en Europe. En 1989, de fortes tensions se créent au sein du groupe. Ian quitte le groupe et est remplacé par Mike au chant, et un second guitariste (Hervé) rejoint le groupe, pour la tournée Rollins Band en France. Après la sortie du CD Ultramix, regroupant les deux albums et un titre inédit, le groupe se sépare. Il se reforme en 2008, le temps de trois concerts parisiens, à l'occasion de la sortie de l'intégrale des enregistrements du groupe, Ce groupe est mort,  par Zone Onze Records,.

## Discographie

### Album studio
- 1989 : Ultramix

### EP
- 1986 : EP 45 tours n°1
- 1987 : LP 33 tours Cet homme est mort il faut prévenir la police
- 1988 : LP 33 tours Radio TV Active

### Compilations
- 2007 : Ce groupe est mort. Nécroanthologie 1987-1989
- 2008 : Morceaux choisis